# RPS-42
RPS-42는 이스라엘 라다 사가 개발한 저고도 탐지 레이다이다.

## 송신출력
F-22의 AN/APG-77 AESA 레이다의 송신출력은 880 W인데 비해, RPS-42는 60 W이다.

## 제원
- 주파수: S 밴드
- 안테나: AESA 레이다
- 탐지대상: 전투기, 헬기, UAV, 수송기
- 탐지거리: 150 m - 30 km
- 탐지고도: 9 m -  9 km
- 탐지속도: 시속 9 km - 시속 1,481 km
- 공간범위: 고도각 -10도에서 70도, 방위각 360도
- 공간오차: 0.5도
- 속도오차: 초속 1 m (=시속 3.6 km)
- 거리오차: 50 m
- 송신출력: 패널당 60 W, 4개 패널로 동서남북 커버
- 소비전력: 전체 220 W에서 360 W
- 무게: 패널당 21 kg, 전체 95 kg
- 작동전압: 16 V에서 32 V 까지
- 패널크기: 직경 504 mm, 깊이 206 mm
- 단가: 9 억원

## 같이 보기
- 백령도 무인기
- AN/MPQ-64 센티넬